# Tour de Cartier
Le Tour de Cartier (officiellement Tour of Cartier - East Mediterrannean Cycling Prohect) est une course cycliste masculine par étapes qui se déroule dans la région d'Alanya en Turquie. Il est organisé par l'agence de voyages Cartier Tour, qui organise également le Grand Prix Side et le Grand Prix Alanya.

## Palmarès
| Année | Vainqueur         | Deuxième    | Troisième          |
| ----- | ----------------- | ----------- | ------------------ |
| 2018  | Cristian Raileanu | Onur Balkan | Oleksandr Polivoda |